# El Valle (volcà)
El Valle és un estratovolcà situat al centre de Panamà, uns 80 km al sud-oest de la ciutat de Panamà.
Amb 1.185 msnm, és el volcà més oriental de l'arc volcànic centreamericà, format per la subducció de la placa de Nazca per sota de Centreamèrica. Fins a la dècada de 1990 es pensava que no existia vulcanisme actiu a Panamà, però estudis posteriors mostren que en algun moment de fa més de 200.000 anys, el volcà va patir una gran erupció que provocà que el seu cim col·lapsés al damunt la càmera de magma buida formant una gran caldera. Des d'aquell moment s'han desenvolupat diversos doms de lava dins la caldera, formant els cims Cerro Pajita, Cerro Gaital i Cerro Caracoral. Fa 34.600 hi hagué importants erupcions freatomagmàtiques quan el magma va interactuar amb l'aigua del llac de la caldera que van generar fluxos piroclàstics que van arribar a la costa del Pacífic.